# Saint-Urcisse (Tarn)
Saint-Urcisse település Franciaországban, Tarn megyében. Lakosainak száma 225 fő (2022. január 1.). Saint-Urcisse Montdurausse, Montgaillard, La Sauzière-Saint-Jean és Verlhac-Tescou községekkel határos.

## Népesség
A település népessége az elmúlt években az alábbi módon változott:
| Lakosok száma | 222  | 211  | 214  | 212  | 214  | 217  | 219  | 221  | 225  |
|               | 2013 | 2015 | 2016 | 2017 | 2018 | 2019 | 2020 | 2021 | 2022 |